# Spider-Man: No Way Home (soundtrack)
Spider-Man: No Way Home (Original Motion Picture Soundtrack) is de soundtrack van de Columbia Pictures / Marvel Studios-film Spider-Man: No Way Home, gecomponeerd door Michael Giacchino. Het album werd op 17 december 2021 uitgebracht door Sony Classical.
In november 2020 werd bevestigd dat Giacchino Spider-Man: No Way Home zal componeren. Eerder componeerde hij Spider-Man: Homecoming en Spider-Man: Far From Home. Op 9 december 2021 werd een single met de titel "Arachnoverture" uitgebracht, en de volgende dag werd "Exit Through the Lobby" uitgebracht.

## Tracklijst
Alle muziek is geschreven door Michael Giacchino, tenzij anders vermeld.

| Nr. | Titel                                                  | Duur  |
| --- | ------------------------------------------------------ | ----- |
| 1.  | Intro to Fake News                                     | 1:11  |
| 2.  | World's Worst Friendly Neighbor                        | 0:52  |
| 3.  | Damage Control (a)                                     | 2:17  |
| 4.  | Being a Spider Bites (b)                               | 1:05  |
| 5.  | Gone in a Flash (c)                                    | 1:52  |
| 6.  | All Spell Breaks Loose (c)                             | 3:25  |
| 7.  | Otto Trouble (d)                                       | 4:19  |
| 8.  | Ghost Fighter in the Sky / Beach Blanket Bro Down      | 2:47  |
| 9.  | Strange Bedfellows                                     | 1:45  |
| 10. | Sling vs Bling (c)                                     | 5:00  |
| 11. | Octo Gone                                              | 3:34  |
| 12. | No Good Deed (d)                                       | 5:00  |
| 13. | Exit Through the Lobby                                 | 4:15  |
| 14. | A Doom With a View                                     | 2:00  |
| 15. | Spider Baiting                                         | 1:35  |
| 16. | Liberty Parlance                                       | 1:28  |
| 17. | Monster Smash (e)                                      | 1:21  |
| 18. | Arc Reactor (f,d)                                      | 2:57  |
| 19. | Shield of Pain (g,c)                                   | 4:51  |
| 20. | Goblin His Inner Demons                                | 3:54  |
| 21. | Forget Me Knots                                        | 6:49  |
| 22. | Peter Parker Picked a Perilously Precarious Profession | 1:31  |
| 23. | Arachnoverture                                         | 10:06 |

a: Dit nummer verwijst naar Giacchino's thema voor Mysterio uit Spider-Man: Far From Home (2019).
b: Dit nummer verwijst naar Giacchino's "Bridge and Love's Burning" uit Spider-Man: Far From Home (2019).
c: Dit nummer verwijst naar Giacchino's thema uit Doctor Strange (2016).
d: Dit nummer verwijst naar Danny Elfmans "Doc Ock is Born" uit Spider-Man 2 (2004).
e: Dit nummer verwijst naar Christopher Youngs Sandman Theme uit Spider-Man 3 (2007).
f: Dit nummer verwijst naar Danny Elfmans "Enter the Goblin" uit Spider-Man (2002).
g: Dit nummer verwijst naar James Horners "Main Title - Young Peter" uit The Amazing Spider-Man (2012) en Danny Elfman's "Main Title" uit Spider-Man (2002).